# Pseudobornia ursina
Pseudobornia ursina is een uitgestorven varenachtige plant die leefde in het Boven-Devoon. Het is de oudst bekende voorouder van de paardenstaarten.
Fossielen van Pseudobornia ursina zijn gevonden in Noorwegen en Alaska.

## Kenmerken
P. ursina was met een hoogte die geraamd wordt op 15 à 20 m een van de oudste bomen van enige omvang. De plant vertoonde een monopodiale groei en had een tot 60 cm brede, gelede stam, met zijtakken die tot 3 m lang konden worden, ingeplant op de knopen. De eindtakken droegen kransen van vier bladeren met ingesneden bladrand. De bovenste zijtakken van de plant droegen sporenkegels of strobili met kransen van sporangioforen en steriele schutbladen.

## Habitaten verspreiding
Pseudobornia ursina groeide waarschijnlijk langs modderige, detritusrijke rivieroevers.

## Ontdekking
De eerste fossielen van P. ursina werden gevonden door de Zweedse paleontoloog Johan Gunnar Andersson op Bereneiland (Noorwegen) aan het einde van de negentiende eeuw. Maar pas nadat er in de jaren 1960 nieuwe fossiele resten opdoken in Alaska kon paleobotanist Hans-Joachim Schweitzer de resten identificeren als die van een grote, gelede boom, verwant aan de paardenstaarten.
Orde Equisetales

Familie Archaeocalamitaceae † –
Geslacht: Archaeocalamites

Familie Calamitaceae –
Geslachten: Annularia · Arthropitys · Asterophyllites · Astromyelon · Calamites · Calamocarpon · Calamostachys · Cingularia · Mazostachys · Paleostachya

Familie Equisetaceae –
Geslacht: Equisetum

Orde Pseudoborniales †

Familie Pseudoborniaceae –
Geslacht: Pseudobornia

Orde Sphenophyllales †

Familie Sphenophyllaceae –
Geslacht: Sphenophyllum 